# Алкионей (галактика)
Алкионей — гигантская радиогалактика в созвездии Рыси, находящаяся на расстоянии 3 миллиардов световых лет. Открыта в 2022 году с помощью инструмента LOFAR. Размер радиопузырей галактики достигает как минимум 16 миллионов световых лет, что делает её самой большой на момент открытия радиогалактикой. Радиогалактика названа в честь Алкионея, гиганта из древнегреческой мифологии.
Источник радиоизлучения однозначно отождествлён с эллиптической галактикой SDSS J081421.68+522410.0. Звёздная масса галактики (2.4 × 1011 M⊙) и её сверхмассивной чёрной дыры (4 ± 2 × 108 M⊙) типичны для эллиптических галактик, но ниже среднего среди гигантских источников радиоизлучения.
Галактика является одиночной, не принадлежит какому-либо скоплению галактик (ближайшее располагается в 11 Мпк). Поэтому одним из возможных объяснений больших размеров радиогалактики является малая плотность окружающей среды.